# Jar (Oedmoertië)
Jar (Russisch: Яр) is een nederzetting in het noordwesten van de Russische autonome republiek Oedmoertië ten westen van de stad Glazov aan een spoorwegverbinding tussen Moskou en Siberië. Bij de Russische volkstelling van 2002 had het 7202 inwoners, in 2017 waren er 6442 inwoners.

## Ligging
De plaats ligt in het uiterste noordwesten van de republiek, ongeveer 170 km noordwest van de hoofdstad Izjevsk en 35 km van Glazov verwijderd, aan de linkeroever van de Tsjeptsa.

## Geschiedenis
Het dorp Jar, dat tot de toenmalige Volost (dorpsgemeenschap) van het ongeveer 10 km zuidelijk gelegen dorp Ukan van de Oejezd Glasov behoorde, werd in 1836 voor het eerst genoemd. Jar betekent in het Russisch een hoge, steile oever. De tegenwoordige vestiging, 2 km oostelijk van het oude dorp, ontstond in 1898 in samenhang met de aanleg van de spoorlijn Perm – Kirov – Kotlas. Later werd dit een deel van de noordelijke hoofdroute van de Trans-Siberische spoorlijn. In de jaren 1930 werd het uitgangspunt van een traject naar het noorden via Omoetninsk en Kirs naar het station Verchnekamskaja, die het noordoosten van de naburige Oblast Kirov - met een aantal goelagkampen – ontsloot en vooral van belang was voor de bosbouw.
In 1938 verkreeg de plaats de status van nederzetting met stedelijk karakter, op 23 november 2010 werd dit weer gewijzigd in een landelijke nederzetting.

## Economie en infrastructuur
De omgeving van Jar, dat in de zuidelijke taiga ligt, is in gebruik voor landbouw en bosbouw. De plaats ligt aan de transsib op 1126 km van Moskou, vanwaar een zijtak naar Verchnekamskaja loopt. Het ligt aan de weg die Izjevsk via Glasov met de naburige oblasthoofdstad Kirov verbindt. Jar heeft sinds 1998 een streekmuseum.